# Броненосные крейсера типа «Теннесси»
Броненосные крейсера типа «Теннесси» — боевые корабли флота США, последние броненосные крейсера США. Стали развитием типа «Пенсильвания». Всего построено 4 единицы: «Теннесси» (англ. Tennessee), «Вашингтон» (англ. Washington), «Норт Кэролайн» (англ. North Caroline), «Монтана» (англ. Montana).

## Конструкция
Крупные броненосные крейсера, предназначавшиеся для действия в качестве быстроходного отряда в составе эскадры (аналогично крейсерам Камимуры в русско-японскую войну).

### Силовая установка
Хотя Мелвилл выступал за три вала, двухвальная компоновка «Пенсильвании» была сохранена. Две четырехцилиндровых вертикальных паровых машины тройного расширения, расположенных в отдельных водонепроницаемых отсеках, обеспечивали общую мощность 23 000 лошадиных сил при 120 оборотах в минуту. Объёмы цилиндров высокого и низкого давления находились в соотношении 1 к 7,3: диаметр цилиндра высокого давления 38,5 дюйма (980 мм); промежуточного давления 63,5 дюйма (1610 мм); низкого давления, 2 по 74 дюймов (1880 мм). Ход поршня для всех цилиндров составлял 48 дюймов (1219 мм). 16 водотрубных котлов Babcock & Wilcox, разделенных на восемь водонепроницаемых отсеков, поставляли пар под давлением 265 фунтов на квадратный дюйм (1830 кПа, 18,1 атм) в котле, 250 фунтов на квадратный дюйм (1700 кПа, 16,7 атм) в машине. Они имели общую поверхность колосниковых решеток 1650 квадратных футов (153,3 м²) и поверхность нагрева 70 940 квадратных футов (6590 м²). Дутьё осуществлялось в котлы. Нормальный запас топлива составлял 900 тонн угля, максимальный — около 2000 тонн, что давало им дальность плавания около 6500 морских миль на экономическим ходом 10 узлов и около 3100 морских миль на полном ходу.

### Вооружение
Остальное вооружение состояло из скорострельных орудий: 16 152-мм орудий Мк. 8 с длиной ствола 50 калибров: все 152-мм орудия размещались в бронированных казематах — двенадцать на батарейной палубе и четыре на верхней и двадцати двух 76-мм пушек с длиной ствола 50 калибров. 152-мм орудия имели угол склонения 7°, возвышения 15°, дальность стрельбы при угле +14,9° 15 000 ярдов (13 716 м, 74 кбт.), главное отличие от Мк.6 — в два раза более высокая скорострельность, которая составляла шесть выстрела в минуту вместо трёх. Орудия стреляли 95-105 фунтовыми снарядами (43 — 48 кг)

## Служба
«Теннесси» — заложен 20 июня 1903, спущен 3 декабря 1904, вступил в строй 17 июля 1906 года. В 1916 году переименован в «Мемфис».
«Вашингтон» — заложен 29 марта 1903, спущен 18 марта 1905, вступил в строй 7 августа 1906 года. В 1916 году переименован в «Сиэтл».
«Норт Кэролайн» — заложен 21 марта 1905, спущен 6 октября 1906, вступил в строй 7 мая 1908 года. В 1920 году переименован в «Шарлотт».
«Монтана» — заложен 29 апреля 1905, спущен 15 декабря 1906, вступил в строй 21 июля 1908 года. В 1920 году переименован в «Миссоула».

## Оценка проекта
Американцы не смогли отследить все военно-морские новинки и в основу проекта была положена старая концепция, в результате крейсера морально устарели ещё до ввода в строй.